# Seetham
Seetham ist eine Wüstung auf Gemarkung von Ilsfeld im Landkreis Heilbronn im nördlichen Baden-Württemberg.

## Geografie
Seetham liegt im äußersten Norden der Gemarkung von Ilsfeld, die Markung Seethams erstreckte sich unterhalb des Hegenbergs.

## Geschichte
Um Ilsfeld befinden sich insgesamt zehn totale Ortswüstungen, die vermutlich zur Zeit der Alamannen besiedelt wurden. Aus einzelnen Gehöften haben sich dort dorfähnliche Siedlungen entwickelt. Die zugehörige Markung umfasste üblicherweise drei Zelgen mit insgesamt durchschnittlich 800 Morgen Land, die ausreichend zur Ernährung von rund 100 bis 200 Menschen waren. Diese Siedlungen wurden zumeist bis zum 14. Jahrhundert wieder aufgegeben, fünf von ihnen sind in Ilsfeld aufgegangen, wo sich ein Herrenhof befand. 
Ein heute nicht mehr vorhandenes Lagerbuch von 1684 enthielt Hinweise auf ein geschlossenes ritterliches Hofgut mit einem Umfang von rund 100 Morgen, das 1498 von dem Ritter Hans Notthafft in den Besitz der Gemeinde Ilsfeld kam. In jenem Lagerbuch wird auch ein dort befindlicher Flecken Seetham genannt. Der Ortsname bedeutet Seedamm, auf einen einstigen See verweisen auch noch die Flurnamen Seegraben und Seeweg. Die Markung Seethams ging in der Markung von Ilsfeld auf und wurde später von Westen nach Osten vom Württembergischen Landgraben durchschnitten. Etwa 500 Meter südöstlich der mutmaßlichen Lage des Ortes Seetham befinden sich heute die Aussiedlerhöfe Engelsberghöfe.